# (4731) Monicagrady
(4731) Monicagrady es un asteroide perteneciente al cinturón de asteroides, descubierto el 1 de marzo de 1981 por Schelte John Bus desde el Observatorio de Siding Spring, Nueva Gales del Sur, Australia.

## Designación y nombre
Designado provisionalmente como 1981 EE9. Fue nombrado Monicagrady en honor a la restauradora británica Monica Grady que se encarga de la colección de meteoritos del Museo de Historia Natural de Londres, estudia los isótopos de carbono en una amplia gama de meteoritos con un enfoque en la comprensión de los procesos geológicos que conducen a su formación. También participa activamente en los esfuerzos de recuperación de meteoritos de todo el mundo.

## Características orbitales
Monicagrady está situado a una distancia media del Sol de 3,110 ua, pudiendo alejarse hasta 3,978 ua y acercarse hasta 2,242 ua. Su excentricidad es 0,279 y la inclinación orbital 5,851 grados. Emplea 2004 días en completar una órbita alrededor del Sol.

## Características físicas
La magnitud absoluta de Monicagrady es 13,9. Tiene 10,117 km de diámetro y su albedo se estima en 0,04.